# Dixfield (Maine)
Dixfield es un pueblo ubicado en el condado de Oxford en el estado estadounidense de Maine. En el Censo de 2010 tenía una población de 2550 habitantes y una densidad poblacional de 23,62 personas por km².

## Geografía
Dixfield se encuentra ubicado en las coordenadas 44°32′38″N 70°23′32″O / 44.54389, -70.39222. Según la Oficina del Censo de los Estados Unidos, Dixfield tiene una superficie total de 107.95 km², de la cual 106.88 km² corresponden a tierra firme y (1%) 1.07 km² es agua.

## Demografía
Según el censo de 2010, había 2550 personas residiendo en Dixfield. La densidad de población era de 23,62 hab./km². De los 2550 habitantes, Dixfield estaba compuesto por el 96.94% blancos, el 0.16% eran afroamericanos, el 0.24% eran amerindios, el 0.71% eran asiáticos, el 0% eran isleños del Pacífico, el 0.16% eran de otras razas y el 1.8% pertenecían a dos o más razas. Del total de la población el 0.75% eran hispanos o latinos de cualquier raza.